# يو إف سي 15
يو إف سي 15: مسار تصادمي (بالإنجليزية: UFC 15: Collision Course)‏ هو حدث لفنون القتال المختلطة نظمته يو إف سي، أُقيم في 17 أكتوبر 1997، على كازينو هوليوود ساحل الخليج في باي سانت لويس، مسيسيبي، الولايات المتحدة.